# 村岸航
村岸 航（むらきし わたる、1997年7月28日 - ）は、日本の元男子バスケットボール選手である。ポジションはスモールフォワード。

## 経歴
大学卒業後にアイシン・エイ・ダブリュ アレイオンズ安城に加入。
2022年8月、宇都宮ブレックスに練習生として加入。
2023年5月、宇都宮ブレックスと選手契約。
2025年6月、現役引退。